# Xavière (prénom)
Pour les articles homonymes, voir Xavière.
Xavière est un prénom féminin d'origine basque.

## Étymologie
Xavière est la forme féminine du prénom masculin Xavier, qui vient lui-même du nom de famille identique en basque Xabier et qui dérive en espagnol Javier.

## Variantes
Il a pour variantes Xavéria, Xavérianne, Xavérie, Xaverine, Xavieira, Xaviéra, Saveria et Xaviérine

## Date de fête
Il est principalement fêté le 22 décembre. Il peut être fêté également en tant que féminin du prénom Xavier, le 3 décembre.

## Popularité du prénom
Au début de 2010, 808 personnes étaient prénommées Xavière en France. C'est le 1 310e prénom le plus attribué au siècle dernier dans ce pays, et l'année où il a été attribué le plus est 1978, avec un nombre de 27 naissances.

## Personnes portant ce prénom
- Pour voir tous les articles concernant les personnes portant ce prénom, consulter les pages commençant par Xavière.

## Sainte catholique
- Sainte Françoise-Xavière Cabrini (° 1850 - † 1917), missionnaire italienne aux États-Unis, fondatrice de la congrégation des « Sœurs missionnaires du Sacré-Cœur ».